# Look Sharp Live! Tour
Look Sharp Live! Tour – trzecia trasa koncertowa grupy muzycznej Roxette, w jej trakcie odbyło się trzydzieści pięć koncertów. Jest to pierwsza trasa koncertowa, gdy grupa dała koncerty poza granicami Szwecji.
1. 5 lipca 1989 - Halmstad, Szwecja - Brotted
2. 7 lipca 1989 - Falköping, Szwecja - Folkets park
3. 8 lipca 1989 - Hultsfred, Szwecja - Folkets park
4. 9 lipca 1989 - Huskvarna, Szwecja - Huskvarnaparken
5. 12 lipca 1989 - Ljusdal, Szwecja - Folkets park
6. 14 lipca 1989 - Sundsvall, Szwecja - Folkets park
7. 15 lipca 1989 - Skelletfeå, Szwecja - Folkets park
8. 16 lipca 1989 - Gävle, Szwecja - Folkets park
9. 19 lipca 1989 - Hunnebostrand, Szwecja - Folkets park
10. 21 lipca 1989 - Tomelila, Szwecja - Christinehof Slott
11. 22 lipca 1989 - Varberg, Szwecja - Fästningen
12. 23 lipca 1989 - Fästningen, Szwecja - Varberg
13. 25 lipca 1989 - Borgholm, Szwecja - Slottsruinen
14. 26 lipca 1989 - Borgholm, Szwecja - Slottsruinen
15. 28 lipca 1989 - Eskilstuna, Szwecja - Parken Zoo
16. 29 lipca 1989 - Alingsås, Szwecja - Alingsåsparken
17. 30 lipca 1989 - Skara, Szwecja - Skara sommarland
18. 1 sierpnia 1989 - Sztokholm, Szwecja - Galärvarvet
19. 4 sierpnia 1989 - Karlstad, Szwecja - Mariebergsparken
20. 5 sierpnia 1989 - Örebro, Szwecja - Brunnsparken
21. 11 listopada 1989 - Helsinki, Finlandia - Kulturhuset
22. 14 listopada 1989 - Oslo, Norwegia - Rockefeller
23. 15 listopada 1989 - Kopenhaga, Dania - Saga
24. 16 listopada 1989 - Hamburg, Niemcy - Docks
25. 17 listopada 1989 - Dortmund, Niemcy - Westfalenhalle
26. 18 listopada 1989 - Dortmund, Niemcy - Westfalenhalle
27. 19 listopada 1989 - Frankfurt, Niemcy - Musik Hall
28. 20 listopada 1989 - Zurych, Szwajcaria - Volkshaus
29. 21 listopada 1989 - Monachium, Niemcy - Theater Fabrik
30. 22 listopada 1989 - Wiedeń, Austria - Kurhalle Oberlaa
31. 23 listopada 1989 - Mediolan, Włochy - Rolling Stone
32. 26 listopada 1989 - Amsterdam, Holandia - Paradiso
33. 27 listopada 1989 - Bruksela, Belgia - Ancienne Belgique
34. 1 grudnia 1989 - Oldenburg, Niemcy - Weser-Ems-Halle
35. 2 grudnia 1989 - Oldenburg, Niemcy - Weser-Ems-Halle

## Źródła
- http://www.dailyroxette.com/1989-roxette-looksharp/